# Тузигут
Национальный памятник Тузигут (англ. Tuzigoot National Monument) — руины 2–3-этажных сооружений древних пуэбло (анасази) на вершине песчанико-известняковой скалы к востоку от города Кларкдейл в штате Аризона на высоте 36 метров над долиной реки Верде. Территория национального парка занимает 58 акров.
На языке апачей слово Тузигут означает «изогнутая вода» от близлежащего озера Пекс, представляющего собой изогнутый залив реки Верде.

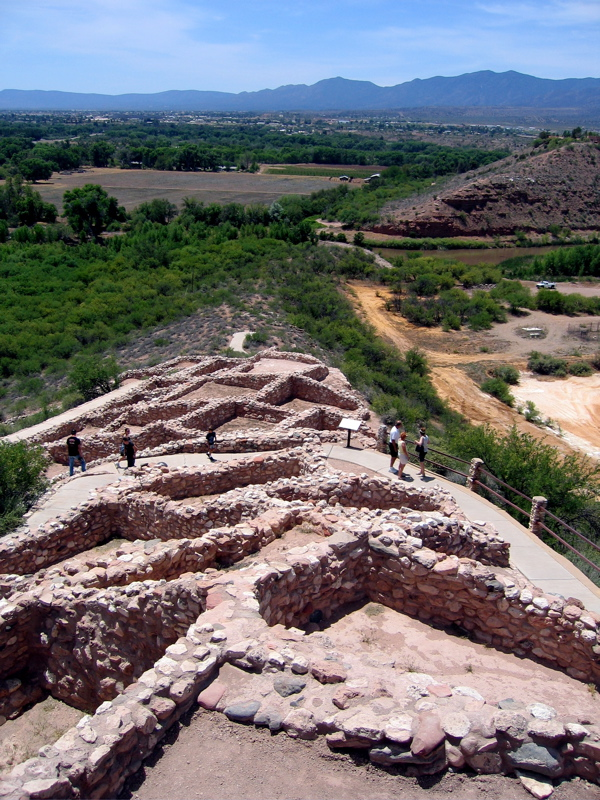
Национальный памятник Тузигут. В верхней части фото — река Верде и её долина, непосредственно под руинами. Старый пруд с остатками горного производства (в настоящее время заросший) находится справа, Парк-ранчо «Мёртвая Лошадь» — слева (в кадр он не попал), а на заднем плане — город Коттонвуд. На горизонте — гора Мингус.

Тузигут построили индейцы племени синагуа в период 1125—1400 гг. Тузигут — крупнейшие и лучше всего сохранившиеся руины индейцев синагуа в долине реки Верде.
Тузигут находится на земле, которая ранее принадлежала корпорации «Фелпс Додж». Корпорация продала землю округу Явапай (Yavapai) за символическую цену в 1 доллар, что позволило провести раскопки, финансируемые из федерального бюджета. В свою очередь, округ передал землю федеральному правительству.
Раскопки Тузигута проводились в 1933—1935 гг. В 1935—1936 г. руины были реставрированы, открыт музей и центр посетителей.
Франклин Рузвельт объявил Тузигут Национальным памятником 25 июля 1939 г. Археологический район Тузигут был включён в Национальный реестр исторических памятников США 15 октября 1966 года.
Вокруг руин находится пруд, наполненный отходами горного производства бывшей медной шахты. В настоящее время пруд зарос.